# Прва влада Лазара Мијушковића
Прва влада Лазара Мијушковића била је на власти од 6. децембра 1905. до 11. новембра 1906. (по старом календару).

## Историја
Прије проглашења Устава у Црној Гори 1905. именована је влада на челу са Лазаром Мијушковићем бившем конзулу у Скадру и министром финансија, имала је да уведе у живот нови уставни поредак. Њен задатак је био и да припреми Закон за прве уставне изборе Народне скупштине.

## Чланови владе
| Функција                                                        | Слика     | Име и презиме    | Детаљи |
| --------------------------------------------------------------- | --------- | ---------------- | ------ |
| Предсједник Министарског Савјета                                |           | Лазар Мијушковић |        |
| Министар Иностраних Дјела                                       |           | Лазар Мијушковић |        |
| Министар Војни                                                  |           | Јанко Вукотић    |        |
| Министар Финансија и Грађевина                                  |           | Андрија Радовић  |        |
| Министар Унутрашњих Дјела, Народне Привреде и Поште и Телеграфа |           | Лабуд Гојнић     |        |
| Министар Правде                                                 |           | Мило Дожић       |        |
| Министар Просвјете и Црквених Послова                           | заступник | Мило Дожић       |        |